# Mistrzostwa Litwy w Lekkoatletyce 2011
Mistrzostwa Litwy w Lekkoatletyce 2011 – zawody lekkoatletyczne, które odbyły się 23 i 24 lipca na stadionie im. S. Dariusa i Girėnasa w Kownie. 

## Rezultaty

### Mężczyźni
| Konkurencja                   | 1. miejsce                                                                                           | 1. miejsce | 2. miejsce                                                                                | 2. miejsce | 3. miejsce                                                                               | 3. miejsce |
| ----------------------------- | --- | ---------- | ----------------------------------------------------------------------------------------- | ---------- | ---------------------------------------------------------------------------------------- | ---------- |
| Bieg na 100 m                 | Rytis Sakalauskas                                                                                    | 10.18 (NR) | Martynas Jurgilas                                                                         | 10.30      | Aivaras Pranckevičius                                                                    | 10.63      |
| Bieg na 200 m                 | Egidijus Dilys                                                                                       | 21.40      | Aivaras Pranckevičius                                                                     | 21.53      | Žilvinas Adomavičius                                                                     | 21.76      |
| Bieg na 400 m                 | Žilvinas Adomavičius                                                                                 | 48.63      | Gediminas Kučinskas                                                                       | 48.88      | Linas Bružas                                                                             | 48.94      |
| Bieg na 800 m                 | Vitalij Kozlov                                                                                       | 1:49.91    | Petras Gliebus                                                                            | 1:51.36    | Mindaugas Norbutas                                                                       | 1:51.87    |
| Bieg na 1500 m                | Petras Gliebus                                                                                       | 3:52.13    | Remigijus Kančys                                                                          | 3:55.14    | Andrej Jegorov                                                                           | 3:56.00    |
| Bieg na 5000 m                | Martynas Stanys                                                                                      | 15:11.60   | Aurimas Skinulis                                                                          | 15:25.53   | Artūras Meška                                                                            | 15:51.08   |
| Bieg na 110 m przez płotki    | Mantas Šilkauskas                                                                                    | 14.35      | Artūras Janauskas                                                                         | 14.64      | Andrius Latvinskas                                                                       | 14.77      |
| Bieg na 400 m przez płotki    | Silvestras Guogis                                                                                    | 52.17      | Valdas Valintėlis                                                                         | 53.43      | Artūras Kulnis                                                                           | 53.96      |
| Bieg na 3000 m z przeszkodami | Justinas Beržanskis                                                                                  | 9:03.24    | Andrej Jegorov                                                                            | 9:30.08    | Justinas Križinauskas                                                                    | 9:40.31    |
| Sztafeta 4 x 100 m            | Lithunanian Universiade Team Egidijus Dilys Rytis Sakalauskas Martas Skrabulis Aivaras Pranckevičius | 40.55      | Panevėžys Šarūnas Samas Deividas Katelė Laimis Paulavičius Eimantas Česnelis              | 43.36      | Alytus Rytis Sližauskas Ramūnas Simanavičius Ignas Slančiauskas Marius Bagdonas          | 44.78      |
| Sztafeta 4 x 400 m            | Vilnius Mindaugas Striokas Juozas Gliebus Adas Ridikas Petras Gliebus                                | 3:16.95    | Šiauliai-Kelmė Mantvydas Saikavičius Mindaugas Norbutas Lukas Bereiša Gediminas Kučinskas | 3:22.92    | Vilnius-Marijampolė Vikintas Klimas Aidas Krakauskas Dalius Pavliukovičius Mantas Rainys | 3:24.05    |
| Trójskok                      | Mantas Dilys                                                                                         | 16.03      | Marius Vadeikis                                                                           | 15.43      | Andrius Gricevičius                                                                      | 15.33      |
| Skok w dal                    | Povilas Mykolaitis                                                                                   | 8.11       | Darius Aučyna                                                                             | 7.96       | Marius Vadeikis                                                                          | 7.80       |
| Skok wzwyż                    | Raivydas Stanys                                                                                      | 2.26       | Rimantas Mėlinis                                                                          | 2.05       | Mantvydas Ambraziejus                                                                    | 2.05       |
| Skok o tyczce                 | Irmantas Lianzbergas                                                                                 | 4.25       | Edvinas Smetonis                                                                          | 4.10       | Benas Kentra                                                                             | 4.10       |
| Pchnięcie kulą                | Rimantas Martišauskas                                                                                | 17.96      | Artūras Gurklys                                                                           | 16.86      | Vytautas Ugianskis                                                                       | 15.54      |
| Rzut młotem                   | Tomas Juknevičius                                                                                    | 61.85      | Martynas Šedys                                                                            | 59.91      | Andrius Stankevičius                                                                     | 54.04      |
| Rzut dyskiem                  | Virgilijus Alekna                                                                                    | 67.90      | Andrius Gudžius                                                                           | 58.50      | Aleksas Abromavičius                                                                     | 56.75      |
| Rzut oszczepem                | Nerijus Lučkauskas                                                                                   | 70.31      | Paulius Vaitiekus                                                                         | 64.95      | Vytautas Jurša                                                                           | 61.16      |

### Kobiety
| Konkurencja                   | 1. miejsce                                                                                        | 1. miejsce | 2. miejsce                                                                                  | 2. miejsce | 3. miejsce                                                                      | 3. miejsce |
| ----------------------------- | ------------------------------------------------------------------------------------------------- | ---------- | ------------------------------------------------------------------------------------------- | ---------- | ------------------------------------------------------------------------------- | ---------- |
| Bieg na 100 m                 | Lina Grinčikaitė                                                                                  | 11.42      | Silva Pesackaitė                                                                            | 11.84      | Silvestra Malinauskaitė                                                         | 11.95      |
| Bieg na 200 m                 | Lina Grinčikaitė                                                                                  | 23.65      | Agnė Orlauskaitė                                                                            | 24.13      | Sofija Korf                                                                     | 25.56      |
| Bieg na 400 m                 | Agnė Orlauskaitė                                                                                  | 53.92      | Eglė Balčiūnaitė                                                                            | 55.04      | Eva Misiūnaitė                                                                  | 57.32      |
| Bieg na 800 m                 | Eglė Balčiūnaitė                                                                                  | 2:04.00    | Aina Valatkevičiūtė                                                                         | 2:10.72    | Banga Balnaitė                                                                  | 2:10.94    |
| Bieg na 1500 m                | Banga Balnaitė                                                                                    | 4:28.34    | Aina Valatkevičiūtė                                                                         | 4:34.36    | Monika Juodeškaitė                                                              | 4:37.54    |
| Bieg na 5000 m                | Gytė Norgilienė                                                                                   | 16:54.49   | Vaida Žūsinaitė                                                                             | 17:09.71   | Rūta Juškevičiūtė                                                               | 18:39.67   |
| Bieg na 100 m przez płotki    | Sonata Tamošaitytė                                                                                | 13.12      | Laura Ušanovaitė                                                                            | 14.12      | Justina Abariūtė                                                                | 14.24      |
| Bieg na 400 m przez płotki    | Irma Mačiukaitė                                                                                   | 1:01.90    | Vlada Musvydaitė                                                                            | 1:02.13    | Agnė Abramavičiūtė                                                              | 1:02.63    |
| Bieg na 3000 m z przeszkodami | Evelina Uševaitė                                                                                  | 10:45.44   | Karina Onufrijeva                                                                           | 11:42.49   |                                                                                 |            |
| Sztafeta 4 x 100 m            | Lietuvos studenčių rinktinė Silva Pesackaitė Agnė Orlauskaitė Sonata Tamošaitytė Lina Grinčikaitė | 44.81      | Šiauliai Laura Ušanovaitė Eglė Kundrotaitė Eva Misiūnaitė Asta Daukšaitė                    | 48.09      | Klaipėda Vaida Šleinytė Aistė Daugėlaitė Karolina Deliautaitė Viktorija Galican | 49.86      |
| Sztafeta 4 x 400 m            | Vilnius Laura Malkevičiūtė Jūratė Vaišnoraitė Rasa Batulevičiūtė Vlada Musvydaitė                 | 3:55.05    | "Vilniaus baltai" Rita Bitautaitė Vaida Žūsinaitė Monika Vasiliauskaitė Aina Valatkevičiūtė | 3:57.67    | "Nikė" Dovilė Bliūdžiūtė Aušra Jurgauskaitė Eglė Puidokaitė Banga Balnaitė      | 4:03.19    |
| Trójskok                      | Jolanta Verseckaitė                                                                               | 13.66      | Karina Vnukova                                                                              | 13.18      | Dovilė Dzindzaletaitė                                                           | 13.16      |
| Skok w dal                    | Lina Andrijauskaitė                                                                               | 6.17       | Asta Daukšaitė                                                                              | 6.13       | Aistė Bernotaitytė                                                              | 5.86       |
| Skok wzwyż                    | Viktorija Žemaitytė                                                                               | 1.80       | Ineta Šeflerytė                                                                             | 1.70       | Nelija Borisenko Rūta Moliejūtė Eglė Rocevičiūtė                                | 1.6        |
| Skok o tyczce                 | Vitalija Dejeva                                                                                   | 3.60       | Giedrė Vikniūtė                                                                             | 3.30       |                                                                                 |            |
| Pchnięcie kulą                | Austra Skujytė                                                                                    | 17.09      | Sandra Mišeikytė                                                                            | 13.93      | Larisa Voroneckaja                                                              | 13.10      |
| Rzut młotem                   | Natalija Venckutė                                                                                 | 48.25      | Sandra Mišeikytė                                                                            | 46.91      | Jūratė Domeikaitė                                                               | 39.27      |
| Rzut dyskiem                  | Zinaida Sendriūtė                                                                                 | 61.40      | Sabina Banytė                                                                               | 46.32      | Larisa Voroneckaja                                                              | 43.14      |
| Rzut oszczepem                | Viktorija Barvičiūtė                                                                              | 53.77      | Austra Skujytė                                                                              | 50.41      | Simona Dobilaitė                                                                | 45.84      |